# CCcam
CCcam ist ein nachempfundenes Conditional Access System Modul in Software (Softcam). Es wird in frei programmierbaren DVB-Receivern zur Dekodierung von Pay-TV verwendet.

## Funktionsweise
- In einem nach DVB verschlüsselten TV- oder Radiosignal wird einerseits das TV-Signal, das mit sogenannten Kontrollwörtern verschlüsselt wurde, übertragen, als auch die Kontrollwörter selbst. Die primäre Aufgabe eines Softcams besteht darin, die entschlüsselten Kontrollwörter in ein Register des Receivers zu übertragen, der dann seinerseits die Dekodierung des gewünschten TV-Signales übernimmt.
- Die Entschlüsselung der Kontrollwörter bei CCcam erfolgt entweder durch Abfrage einer Smartcard des Diensteanbieters (extern angeschlossen), über einen Softwareemulator, der eine kompromittierte Smartcard nachahmt (intern), oder über das sogenannte Cardsharing (über das Internet/Netzwerk weiterverteilte Kontrollwörter, die ursprünglich aus nur einer Smartcard an viele Receiver verteilt werden).
- Von einem lizenzierten Conditional Access System wird auch das DRM durchgeführt, um bestimmte Funktionalitäten des Receivers, wie Aufnahmebeschränkungen, Jugendschutz oder Kopierschutz nach Vorgaben des Diensteanbieters oder gesetzlicher Vorgaben zu gewährleisten (Beispiele: Macrovision, HDCP, CGMS-A). Von CCcam wird kein DRM durchgeführt.

## Rechtliches
Die Emulation einer Smartcard und das Cardsharing ist in vielen europäischen Ländern verboten. In Deutschland ist hierfür unter anderem das Zugangskontrolldiensteschutzgesetz relevant, welches jedoch nur gewerbsmäßiges Handeln unter Strafe stellt. Die Rechtmäßigkeit der Weiterreichung eines Kontrollwortes innerhalb eines Receivers ist wegen diverser Patente der Verschlüsselungsanbieter zumindest umstritten. Die Algorithmen zur Gewinnung der Kontrollwörter aus einer Abo-TV Smartcard sind von den CA-Anbietern nicht offengelegt, sind also durch Reverse Engineering entstanden. Auch diese Praktiken sind in Europa höchst zweifelhaft und können beispielsweise als Computerbetrug oder Ausspähen von Daten angesehen und geahndet werden. Zahlreiche Boards, die sich mit digitaler TV-Empfangstechnik beschäftigen, haben zwischenzeitlich Diskussionen und Support für CCcam und andere Softcams eingestellt. CCcam wird nur in ausführbarer Form und nicht im Quellcode für diverse Prozessorplattformen meist anonym über das Internet verbreitet.